# Семимовний словник музичних термінів
Семимовний словник музичних термінів (лат. лат. Terminorum musicae index septem linguis redactus) — термінологічний словник, випущений під егідою Міжнародної асоціації музичних бібліотек, Угорської академії наук та видавництва Беренрайтер в 1978 році. Містить музичні терміни російською, німецькою, англійською, французькою, італійською, іспанською та угорською мовами. Головний редактор словника — Хорст Лейхтман.
Незважаючи на обмеженість лексики (словник лише в незначній мірі охоплює терміни сучасної техніки композиції) історичне значення Семимовного словника велике. Це видання — перший досвід систематичного порівняльного дослідження термінів і понять музичної науки відразу в декількох наукових традиціях, що сприяла інтеграції російського музикознавства в контекст світової науки.

## Бібліографічний опис
- Terminorum musice index septem linguis redactus. Rédacteur en chef Horst Leuchtmann. Kassel, Basel, Tours, London, 1978. ISBN 3-7618-0553-5